# Giuseppe Valguarnera Dell'Arenella
Giuseppe Valguarnera Favara, duc Dell'Arenella, 8e prince de Niscemi, est un aristocrate sicilien et homme politique italien, né à Palerme le 25 juillet 1868, mort après 1925.

## Biographie
Fils du patriote Corrado Valguarnera, prince de Niscemi et de Maria Favara, il est élu à la Chambre des députés en février 1905 pour succéder à Pietro Bonanno, mort en fonction. Il bat son parent, le socialiste Alessandro Tasca. Il est réélu avec 49 voix d'écart sur Alessandro Tasca, élu entre temps député de Sciacca. En 1913, il ne se représente pas, espérant être nommé sénateur.
Ses adversaires le décrivent comme inculte et tirant sa valeur de sa filiation.
Il est reconnu dans les titres de prince de Niscemi et duc d'Arenella par arrêté ministériel du 27 mai 1903, et dans le titre du prince de Castelnuovo par arrêté ministériel du 16 novembre 1909.
Il épouse Beatrice Mantegna Mastrogiovanni, fille de Benedetto, prince de Gangi.